# President de Djibouti

Escut de Djibouti

El President de Djibouti és el cap d'estat de la República de Djibouti. Compta amb poders amplis representatius i executius, seguint el model francès, i s'elegeix cada sis anys, no havent-hi límit per a les reeleccions.

## Llista de presidents
Des del 27 de juny de 1977, en què el Territori Francès dels Àfars i dels Isses va accedir a la independència amb el nom de República de Djibouti, el país ha comptat només amb dos presidents:
- Hassan Gouled Aptidon (del 27 de juny de 1977 al 8 de maig de 1999)
- Ismail Omar Guelleh (del 8 de maig de 1999 a l'actualitat)

Ambdós pertanyen al RPP (Reagrupament Popular pel Progrés), omnipresent a la vida política del país al llarg de la seva curta història. Es dona la circumstància que el segon és nebot del primer, establint-se així una certa successió dinàstica.